# Vassago
Vassago es, en demonología, una de las entidades que se invocan en rituales de alta magia, generalmente para descubrir los secretos de las mujeres.
Su identidad es dual, y algunas autoridades lo describen como un ángel caído que se especializa en revelar el futuro y en encontrar cosas perdidas.

## Descripción
Vassago (también conocido como Vasago o Usagoo) es el tercer demonio descrito en La llave menor de Salomón. Es un príncipe de los Infiernos de "buena naturaleza", a pesar de ser un demonio, y de "la misma naturaleza que Agares". Comanda 26 legiones de demonios y desvela eventos pasados y futuros al mago que lo invoca, además de la localización de objetos perdidos.
Vassago es descrito como un ángel, "justo y sincero en todos sus actos", con los poderes de incitar el amor de las mujeres y revelar tesoros ocultos. Aunque es algo así como un cambiaformas. La mayoría de los demonios tienen por lo menos dos formas – una humana y una demoníaca – pero Vassago parece tener muchas más, incluyendo la de un gran dragón escarlata, y que se muestra como uno de los seres extraterrestres conocidos como “los Grises”
A veces incluso aparece en la forma de otros demonios, sobre todo en la forma demoníaca de Agares – un anciano montado en un cocodrilo. Por lo que su verdadera forma sigue siendo desconocida.
Según los demonólogos se invoca en la alta magia se cree que es uno de los príncipes del infierno que tiene a su cargo 26 legiones. En el Lemegeton, el grimorio titulado la Clavícula de Salomón, uno de los libros más populares de demonología, es descrito como "un príncipe poderoso" que posee la misma naturaleza de Agares, dice que es un espíritu de naturaleza "buena" y que declara todas las cosas del pasado y del futuro.
Una descripción de un mago que lo invocó dice que apareció "como un hombre montando un cocodrilo y llevando en la muñeca derecha un azor. Sus ojos son huecos y ve a otras dimensiones, pero es ciego en esta dimensión."
Otra dice que parece "un dragón de color rojo sangre, que se extiende unos 30 pies de largo con grandes alas, de color rojo. Camina en cuatro piernas, tiene ojos verdes y colmillos blancos y que cambia de forma".